# Anatkina bipunctifrons
Anatkina bipunctifrons är en insektsart som först beskrevs av Carl Stål 1870.  Anatkina bipunctifrons ingår i släktet Anatkina och familjen dvärgstritar.
Artens utbredningsområde är Filippinerna. Inga underarter finns listade i Catalogue of Life.